# 547 a.C.
Il 547 a.C. (DXLVII a.C. in numeri romani) è un anno  del VI secolo a.C.

## Eventi
- Battaglia di Pteria, combattuta da Creso contro Ciro II di Persia.

## Morti
- Alceta I di Macedonia, re